# Enoplognatha mediterranea
Enoplognatha mediterranea är en spindelart som beskrevs av Levy och Amitai 1981. Enoplognatha mediterranea ingår i släktet Enoplognatha och familjen klotspindlar. Inga underarter finns listade i Catalogue of Life.